# شيكا ساكاموتو
شيكا ساكاموتو (باليابانية: 坂本千夏؛ بالكانا: さかもと ちか) هي مؤدية أصوات يابانية ولدت في 17 غشت 1959 طوكيو، طوكيو،  اليابان .

## أدوارها في الأنمي

### مسلسلات أنمي تلفزيونية
- وسيم في أنا و أخي
- مارتا في الحديقة السرية
- لانا في الكابتن ماجد
- كورو في القط الأسود
- رعد، ورد، صنديد، صنديد المدرع، فراشة، فرفوشة، قزم الديجيتال، شربوح، جلمود في أبطال الديجيتال الجزء الأول
- رعد في أبطال الديجيتال الجزء الثاني
- تامبوريني في مغامرات نغم
- نوريكو في السراب
- كين في بومبو
- كورويوا تاتسويا في الرمية الملتهبة
- ليندا وبيتر في سالي
- جولييتا في أنا وأختي
- دومو شينجو في نصف بطل
- موكا موكا في موكا موكا
- ستيلي في ون بيس
- أوبابا في بوكيمون
- آرن في زعيم المحاربين
- تورا في تاما والأصدقاء
- تيتيوو في وادي الامان
- سامبي في مدرسة الكونغ فو
- أقومون في ديجيمون أدفنتشر تراي
- شريطة هيمي تشان - ماسشي

## المرجع
http://www.animenewsnetwork.com/encyclopedia/people.php?id=663

## روابط خارجية
- شيكا ساكاموتو على موقع IMDb (الإنجليزية)
- شيكا ساكاموتو على موقع ألو سيني (الفرنسية)
- شيكا ساكاموتو على موقع ميوزك برينز (الإنجليزية)
- شيكا ساكاموتو على موقع أول موفي (الإنجليزية)
- شيكا ساكاموتو على موقع قاعدة بيانات الأفلام السويدية (السويدية)
- شيكا ساكاموتو على موقع قاعدة بيانات الفيلم (الإنجليزية)
- شيكا ساكاموتو على موقع كينوبويسك (الروسية)
- شيكا ساكاموتو على موقع ANN person (الإنجليزية)